# Thamnodynastes
Thamnodynastes – rodzaj węży z podrodziny ślimaczarzy (Dipsadinae) w rodzinie połozowatych (Colubridae).

## Zasięg występowania
Rodzaj obejmuje gatunki występujące w Kolumbii, Wenezueli, Gujanie, Surinamie, Gujanie Francuskiej, Brazylii, Ekwadorze, Peru i Boliwii.

## Systematyka

### Etymologia
- Thamnodynastes: gr. θαμνος thamnos „krzak, krzew”; δυναστης dunastēs „władca”, od δυναμαι dunamai „być potężnym”[2].
- Dryophylax: gr. δρυς drus, δρυος druos „drzewo, zwłaszcza dąb”; φυλαξ phulax „obserwator, strażnik”, od φυλασσω phulassō „trzymać straż, pełnić wartę”[3]. Gatunek typowy: Coluber nattereri Mikan, 1828 (= Coluber pallidus Linnaeus, 1758).

### Podział systematyczny
Do rodzaju należą następujące gatunki:
- Thamnodynastes longicaudus Franco, Ferreira, Marques & Sazima, 2003
- Thamnodynastes pallidus (Linnaeus, 1758)
- Thamnodynastes sertanejo Bailey, R.A. Thomas & da Silva, 2005
- Thamnodynastes silvai Trevine, Caicedo-Portilla, Hoogmoed, R.A. Thomas, Franco, Montingelli, Osorno-Muñoz & Zaher, 2021